# Arachis diogoi
Arachis diogoi är en ärtväxtart som beskrevs av Frederico Carlos Hoehne. Arachis diogoi ingår i släktet jordnötter, och familjen ärtväxter. Inga underarter finns listade i Catalogue of Life.